# Nanjing-massakren
Nanjing-massakren (kinesisk: 南京大屠殺; pinyin: Nánjīng dàtúshā; japansk: 南京大虐殺 Nankin daigyakusatsu), var en japansk krigsforbrydelse i Kina under den anden kinesisk-japanske krig. Det antages, at op til 300.000 civilister og krigsfanger blev myrdet: henrettet i fuld offentlighed og med den internationale presse til stede. De blev skudt, halshugget, brændt, kogt, bundet sammen med pigtråd og kørt over af tanks, nedskudt med maskingevær eller kastet i floden. Mellem 20.000 og 80.000 kvinder og piger blev voldtaget af japanske besættelsesstyrker i det, som er kaldt verdenshistoriens største massevoldtægt.
Massakren fandt sted efter, at japanske styrker erobrede Kinas hovedstad Nanjing (Nanking) den 13. december 1937 og varede i seks uger. På japansk side benægtes det, at overgreb af noget større omfang fandt sted.
I 2014 blev dagen for udbruddet af massakren, den 13. december, gjort til national mindedag i Folkerepublikken Kina.

## Baggrund
2. verdenskrig begyndte i Asien. Japans militære diktatorer havde længe anset Kina som det vigtigste mål for kejserlige ekspansioner. Japanske styrker invaderede og okkuperede Manchuriet nordøst for Kina i 1931, og oprettede marionetstaten Manchukuo.
Kinas sidste kejser var blevet afsat i 1912, men nu blev han bedt om at blive kejser i den nye vasalstat. Han håbede på, at blive taget imod med jubel fra de 30 millioner kineserne. I stedet blev han mødt af en mur af tavshed. Den kinesiske regering krævede Pu Yi arresteret for landsforræderi, men det blev han ikke.
Japanerne forårsagede Hændelsen ved Marco Polo-broen i juli 1937 og invaderede Kina og indtog Shanghai den 12. november og den kejserlige hovedstad Nanjing den 13. december.

## Fremrykningen mod Nanjing, indmarchen i byen
Under fremrykningen mod Nanjing massakrerede japanske styrker kinesiske krigsfanger. Ifølge japanske krigsreportere medførte den hurtige fremrykning, at de japanske soldater ikke fik indskrænkende ordrer fra deres officerer med hensyn til fremfærd, og det førte til mange voldtægter og omfattende plyndring undervejs.
Da den japanske hær nærmede sig Nanjing, flygtede de fleste udlændinge sammen med mange af byens borgere fra byen. Udlændinge, som forblev i byen, oprettede Den internationale komité for Sikkerhedszonen i Nanjing, der havde som mål at etablere en sikkerhedszone for civile. Inspiration til oprettelsen af zonen havde de fra Shanghai, hvor den franske jesuit Robert Jacquinot de Besange nogle måneder tidligere havde oprettet en sådan zone, som overvejende blev respekteret af japanerne. Komiteen bestod for det meste af forretningsfolk og missionærer. Leder blev den tyske forretningsmand John Rabe. Man var enig om, at han var den rette, eftersom det nazistiske Tysklands regering havde indgået bilaterale aftaler med Japan som antikominternpagten. I Kina havde Rabe i mange år arbejdet for Siemens AG China Corporation. Rabe var desuden medlem af nazistpartiet (han havde i og for sig ikke en dybere indsigt i forholdene i Nazi-Tyskland, eftersom han var blevet partimedlem inden, nazisterne var kommet til magten i 1933 og havde boet i udlandet i mange år).
Den 1. december 1937 opfordrede borgmester Ma Chaochun civilister til at begive sig til sikkerhedszonen. Han flygtede selv den 7. december fra byen, og den internationale komite overtog de facto det praktiske ansvar for civilbefolkningen.
De japanske styrker nåede frem til Nanjing den 8. december 1937 og omringede først byen fra landsiden i nord, øst og syd (byen ligger langs den brede Yangtzeflods højre bred]. De nedkastede flyveblade fra fly, som opfordrede byens forsvarere til at overgive byen. Da det ikke skete, begyndte slaget om Nanjing. Japanerne bombarderede byen gentagne gange og nedbrød de kinesiske styrkers kampmoral. Den 12. december 1937 kl. 17 beordrede den kinesiske bykommandant retræte. Den var ikke planlagt på forhånd og skete ret uordnet: Soldaterne nedlagde våben og uniformer, og mange overfaldt civilister for at skaffe sig civilt tøj. Panik brød ud i dele af befolkningen, som flygtede med soldaterne ned til flodbredden. Men der var det alt for få både og færger til rådighed I den panik, som opstod, da mange ville redde sig om bord på de få transportmidler, druknede mange i den iskolde flod.
Den 13. december 1937 besatte de japanske styrker Nanjing.

## Hvor mange døde?
Efter krigen blev der nedsat en international militærdomstol. Den skriver:
"Der er indikationer på, at det totale antal civile og krigsfanger, som blev myrdet i Nanjing og dens umiddelbare nærhed i løbet af de første seks uger af den japanske okkupation, var flere end 200.000. At disse estimater ikke er overdrevet, bliver bekræftet af det faktum, at begravelsesbureauer og andre organisationer talte flere end 155.000 døde, som de begravede ... disse tal tager ikke hensyn til de personer, hvis lig blev ødelagt af afbrænding eller ved at de blev kastede i Yangtse-floden eller på anden måde fjernet af japanerne."
Videre siger domstolen:
"Ifølge den japanske oberstløjtnant Toshio Ohtas udsagn, at der mellem 14. december og 18. december ved den japanske kommandants hovedkvarter i Nanjing havn blev kastet 100.000 døde, mens andre tropper skaffede sig af med 50.000".
I bogen The Rape of Nanking erklærer forfatterne Young og Yin, at de med sikkerhed kan sige, at ikke færre end 369.366 personer blev dræbt. Det virkelige tal, mener mange, er betydelig højere.
Voldtægterne og voldtægtsdrabene på kvinder var også af store proportioner. "Vist var det en af de største massevoldtægter i verdenshistorien", skriver Iris Chang. Hun påpeger at:
"det er umuligt at fastslå det nøjagtige antal kvinder, som blev voldtaget i Nanking. Estimater varierer fra så lidt som 20.000 til så højt som 80.000".
- Et billede af et dødt barn. Formentlig taget af Berhard Sindberg.